# فهرست شخصیت‌های ریک و مورتی
ریک و مورتی یک فرنچایز چندرسانه‌ای انیمیشن بزرگسالان آمریکایی است که ابتدا با مجموعه تلویزیونی ریک و مورتی از شبکه ادالت سویم شروع شد و توسط جاستین رویلند و دان هارمون ساخته شده است. این مجموعه اولین بار در سال ۲۰۱۳ پخش شد. داستان سریال حول شخصیت ریک سانچز، دانشمند نابغه و عیاشی می‌چرخد که نوه‌اش مورتی اسمیت را با خود به ماجراجویی‌های خطرناک و عجیب در سراسر کیهان و جهان‌های موازی می‌برد. فرنچایز ریک و مورتی همچنین شامل یک سری فرعی و انیمه و چندین مجموعه کمیک و مانگا است. آنچه در ادامه می‌آید، فهرستی از شخصیت‌های مجموعه اصلی این فرنچایز است.

## شخصیت‌های اصلی
| شخصیت       | فصل‌ها           | فصل‌ها           | فصل‌ها           | فصل‌ها           | فصل‌ها           | فصل‌ها           | فصل‌ها           | فصل‌ها           | فصل‌ها |
| شخصیت       | ۱               | ۲               | ۳               | ۴               | ۵               | ۶               | ۷               | ۸               | منبع  |
| ----------- | --------------- | --------------- | --------------- | --------------- | --------------- | --------------- | --------------- | --------------- | ----- |
| ریک سانچز   | جاستین رویلند   | جاستین رویلند   | جاستین رویلند   | جاستین رویلند   | جاستین رویلند   | جاستین رویلند   | ایان کاردونی    | ایان کاردونی    | [ ۲ ] |
| مورتی اسمیت | جاستین رویلند   | جاستین رویلند   | جاستین رویلند   | جاستین رویلند   | جاستین رویلند   | جاستین رویلند   | هری بلدن        | هری بلدن        |       |
| جری اسمیت   | کریس پارنل      | کریس پارنل      | کریس پارنل      | کریس پارنل      | کریس پارنل      | کریس پارنل      | کریس پارنل      | کریس پارنل      |       |
| سامر اسمیت  | اسپنسر گرمر     | اسپنسر گرمر     | اسپنسر گرمر     | اسپنسر گرمر     | اسپنسر گرمر     | اسپنسر گرمر     | اسپنسر گرمر     | اسپنسر گرمر     |       |
| بت اسمیت    | سارا چالک       | سارا چالک       | سارا چالک       | سارا چالک       | سارا چالک       | سارا چالک       | سارا چالک       | سارا چالک       |       |
| الی اسمیت   | Does not appear | Does not appear | Does not appear | Does not appear | Does not appear | Does not appear | Does not appear | Does not appear |       |
| فرنک        | Does not appear | Does not appear | Does not appear | Does not appear | Does not appear | Does not appear | Does not appear | Does not appear |       |

## شخصیت‌های فرعی
- آقای پوپی بات‌هول